# Mark Breland

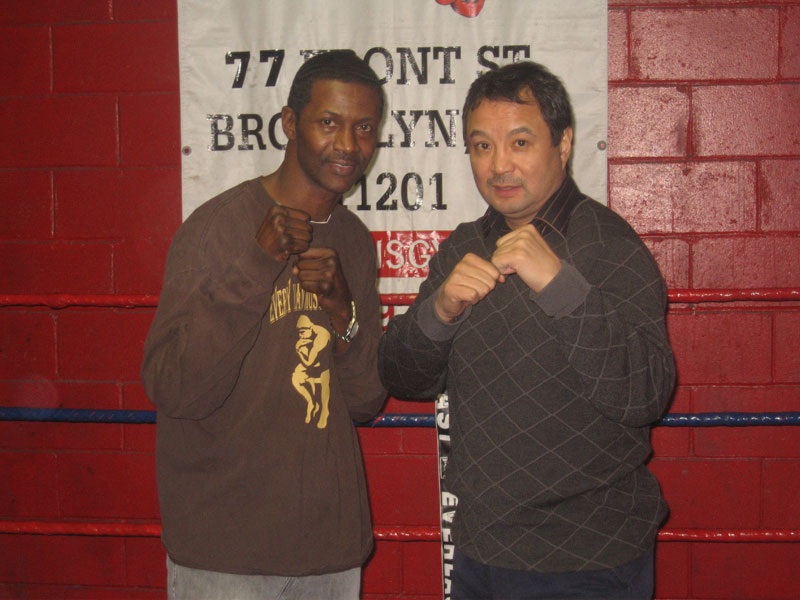
Mark Breland (links) und Serik Qonaqbajew 2010

Mark Anthony Breland (* 11. Mai 1963 in Brooklyn, New York City) ist ein ehemaliger US-amerikanischer Boxer im Weltergewicht. Er zählt zu den besten Amateurboxern in der Geschichte der Vereinigten Staaten – er war Weltmeister 1982, Olympiasieger 1984 – und war Profiweltmeister des Verbandes WBA.

## Amateur
Mark Breland siegte in 110 von 111 Amateurkämpfen. Er gewann von 1980 bis 1984 fünfmal in Folge die New York Golden Gloves sowie 1981 die Intercity Golden Gloves. Zudem wurde er 1982 und 1983 US-amerikanischer Meister. Seine einzige Niederlage als Amateur erlitt er bei den US-Meisterschaften 1981 gegen Darryl Anthony aus Missouri.
Im Mai 1982 nahm er an den 3. Weltmeisterschaften in München teil, wo er die Goldmedaille gewann. Er besiegte dabei Vesa Tapani Koskela aus Schweden (K. o.), Mihai Ciobotaru aus Rumänien (K. o.), Jenő Danyi aus Ungarn (5:0), Manfred Zielonka aus Deutschland (5:0) und Serik Qonaqbajew aus der Sowjetunion (5:0).
Auch bei den Olympischen Sommerspielen 1984 in Los Angeles, konnte er die Goldmedaille gewinnen. Er schlug dabei in den Vorrunden den Kanadier Wayne Gordon (5:0) und den Puerto-Ricaner Carlos Reyes (K. o.), im Achtelfinale den Rumänen Rudel Obreja (5:0), im Viertelfinale den Mexikaner Genaro Léon (K. o.), im Halbfinale den Italiener Luciano Bruno (5:0) und im Finale den Südkoreaner An Young-su (5:0).
Nach den Olympischen Spielen wechselte er ins Profilager.

## Profi
Seinen ersten Profikampf gewann er am 15. November 1984 gegen Dwight Williams (7 Siege – 1 Niederlage) einstimmig nach Punkten. Schon in seinem dritten Kampf besiegte er den späteren WBA-Weltmeister Steve Little (10-2) ebenfalls einstimmig nach Punkten. Im Juli 1985 gewann er durch Erstrunden-K.o. gegen den ungeschlagenen Don Shiver (19-0).
1986 besiegte er unter anderem Troy Wortham (24-0), Richard Aguirre (13-0), Darryl Anthony (20-1, einziger Boxer der ihn bei den Amateuren besiegte) und John Munduga (24-0).
Am 6. Februar 1987 gewann er in Atlantic City den vakanten Weltmeistertitel der WBA durch t.K.o. in der siebten Runde gegen Harold Volbrecht (39-4). Am 22. August 1987 verlor er den Titel jedoch in Columbia durch t.K.o. in der elften Runde an Marlon Starling (41-4), der im Gegenzug eine Nasenbeinfraktur erlitt. Ein Rückkampf am 16. April 1988 in Las Vegas endete unentschieden, wodurch Starling Weltmeister blieb.
Starling verlor den Titel jedoch im Juli 1988 an Tomás Molinares, der wiederum den Titel im Dezember aufgrund schwerer Depressionen niederlegte. Mark Breland erhielt daraufhin am 4. Februar 1989 in Las Vegas erneut die Chance um den vakanten Titel. Er gewann den Kampf gegen den Südkoreaner Seung-Soon Lee (31-2) durch Erstrunden-K.o.
Nach folgenden K.-o.-Titelverteidigungen gegen Rafael Pineda (20-0, späterer IBF-Weltmeister), Mauro Martelli (33-1, ehemaliger Europameister), Fujio Ozaki (25-5, Oriental-pazifischer Meister) und Lloyd Honeyghan (34-2, ehemaliger WBA-WBC- und IBF-Weltmeister), verlor er seinen Titel am 8. Juli 1990 in Reno durch K.-o.-Niederlage an Aaron Davis (29-0).
Eine weitere Niederlage durch K. o. erlitt er am 13. September 1991 in Sacramento gegen Ex-WBC-Weltmeister Jorge Vaca. Er beendete seine Karriere im März 1997.

## Mark Breland als Schauspieler
1983 gab er sein Schauspieldebüt mit dem Filmdrama Verflucht sei, was stark macht. 1987 trat er in zwei Folgen der Fernsehserie Miami Vice als Boxer auf. Es folgten wenige kleine Filmauftritte, u. a. in Spike Lee’s Spiel des Lebens und Summer of Sam.